# Typhlogarra widdowsoni
Typhlogarra widdowsoni é uma espécie de peixe actinopterígeo da família Cyprinidae.
Apenas pode ser encontrada no Iraque.